# Campeonato Gaúcho de Basquete
O Campeonato Gaúcho de Basquete é uma competição realizada entre diversos times de basquete do estado do Rio Grande do Sul.

## Títulos por Equipe
| Clube                 | Cidade                | Títulos                                                                                  |
| --------------------- | --------------------- | ---------------------------------------------------------------------------------------- |
| Internacional         | Porto Alegre          | 14 (1932, 1933, 1935, 1937, 1938, 1942, 1943, 1944, 1946, 1969, 1974, 1975, 1976 e 1982) |
| Corinthians           | Santa Cruz do Sul     | 13 (1958, 1983, 1984, 1990, 1991, 1992, 1993, 1994, 1995, 1996, 1999, 2001 e 2018)       |
| Cruzeiro              | Porto Alegre          | 11 (1945, 1948, 1949, 1950, 1951, 1952, 1956, 1968, 1970, 1972 e 1973)                   |
| SOGIPA                | Porto Alegre          | 7 (1977, 1981, 1985, 1986, 1989, 1997* e 2000)                                           |
| Caxias do Sul         | Caxias do Sul         | 7 (2009, 2010, 2014, 2015, 2016, 2017 e 2020)                                            |
| Corinthians           | Santa Maria           | 6 (1947, 1957, 1960, 1961, 1962 e 1965)                                                  |
| ULBRA                 | Canoas/Torres         | 6 (1997*, 1998, 2002, 2003, 2004 e 2005)                                                 |
| Bira                  | Lajeado               | 6 (2006, 2007, 2008, 2011, 2012 e 2013)                                                  |
| Fussball Porto Alegre | Porto Alegre          | 5 (1927, 1928, 1939, 1940 e 1941)                                                        |
| GNU                   | Porto Alegre          | 5 (1963, 1964, 1978, 1987 e 1988)                                                        |
| São Geraldo           | Porto Alegre          | 3 (1930, 1931 e 1936)                                                                    |
| Grêmio                | Porto Alegre          | 3 (1934, 1954 e 1955)                                                                    |
| Petrópole             | Porto Alegre          | 3 (1966, 1979 e 1980)                                                                    |
| ACM                   | Porto Alegre          | 2 (1923 e 1929)                                                                          |
| Tamandaré             | Porto Alegre          | 2 (1924 e 1925)                                                                          |
| Florida               | Porto Alegre          | 1 (1953)                                                                                 |
| Guanabara             | Santana do Livramento | 1 (1959)                                                                                 |
| Regatas               | Rio Grande            | 1 (1967)                                                                                 |
| Ipiranga              | Rio Grande            | 1 (1971)                                                                                 |
| Sojão Basquete        | Santa Rosa            | 1 (2019)                                                                                 |